# Acanthuchus nivalis
Acanthuchus nivalis är en insektsart som beskrevs av William Lucas Distant. Acanthuchus nivalis ingår i släktet Acanthuchus och familjen hornstritar. Inga underarter finns listade i Catalogue of Life.